# Спангъл
Спангъл (на английски: Spangle) е град в САЩ, щата Вашингтон, в югоизточната част на окръг Споукан. През 2000 г. наброява 240 жители.

## География
Град Спангъл е разположен в льосова хълмиста равнина на 745 м надморска височина. Основен природен ресурс представляват вековните борови гори, чиято експлоатация е играла основна роля в началното развитие на района.
Градът се намира между два урбанизирани района. На 32 км северно е Споукан (203 хил. ж., вторият по големина град във Вашингтон), с който го свързва шосе 195. Същото шосе на 80 км на юг свързва Спангъл с градовете Пулман (Вашингтон, 24 хил. ж., седалище на Университета на Вашингтон), Москоу (Айдахо, 21 хил. ж., седалище на Университета на Айдахо) и Луистън (Айдахо, 31 хил. ж.). Със същите градове го свързва и железопътна линия.

## История
Първите заселници са трима членове на семейство Спангъл – Уилям, Джордж и Хенри, които заедно със семействата си през 1872 г. пристигат от Илинойс в тази част на още незаселените земи на Източен Вашингтон. Парцелите за заселване са им дадени заради службата им в Гражданската война. Първоначално мястото е кръстено Пайн Гроув (Pine Grove, т.е. борова гора), но през 1877 г. по предложение на конгресмен от Вашингтон е прекръстено на Спангъл, в чест на основателите. Формално градът е признат за такъв през 1879 г.
Прокарването на железница през града, която обслужва дърводобива и свързва центровете в Айдахо със Споукан, е от ключово значение. Самият Уилям Спангъл и съпругата му Кристина даряват на града парцели, върху които да се построи гара.

## Население
По расов признак населението е почти изцяло бяло (98,3% за 2000 г.).
Средният годишен доход на населението на града през 2000 г. (17 128 долара на човек) е ок. 1.7 пъти по-нисък от средния за Съединените щати и за щата Вашингтон. Под прага на бедността са 18,8% от населението, което е доста по-високо от средното за страната.

## Образование
В Спангъл функционират две средни училища.
Едното (Liberty–Spangle High School) е основно и средно училище, което обслужва всички малки селища от района.
Другото е средно училище (Upper Columbia Academy, по името на река Колумбия), собственост на Църквата на адвентистите от седмия ден, едно от деветте такива в щата (общо близо 1700 училища по света). Основано е през 1945 г. на мястото на стара ферма край града, купена от църквата за 100 000 долара. Любопитен факт е, че при закупуването на фермата в нея имало и 15 шопара, продадени от настоятелството за 1500 долара, която сума е ползвана за издръжка на училището през първата година.

## Личности
Нона Хенген (Nona Hengen) – автор и художник. Нейната книга «Palouse Pilot», разказваща за пилот от Втората световна война, родом от града, е претърпяла няколко издания.